# Apenschoß
Apenschoß war ein Ortsteil auf dem Gebiet des heutigen Stadtteils Katterbach der Stadt Bergisch Gladbach  im Rheinisch-Bergischen Kreis.

## Lage und Beschreibung
Die Zuwegung zu Apenschoß ist heute noch vorhanden und war durchgehend bebaut. Das Gebiet von Apenschoß liegt an einer kleinen Abzweigung südöstlich der Altenberger-Dom-Straße gegenüber von Seelsheide am westlichen Rand des Waldgebiets in Katterbach.

## Etymologie
Apenschoß (ma. em Apenschoß, auch Haperschoß, Apfenschuß, Happenschoß genannt) wurde 1744 erwähnt. Der Appellativ „Ape“ könnte laut Dittmaier vom Namen „Apo“ stammen. Alternativ könnte er als Spottname entstanden sein. Die Endung „schoß“ hat nach Leithäuser die Bedeutung „hervorragende Ecke“.

## Geschichte
Aus Carl Friedrich von Wiebekings Charte des Herzogthums Berg 1789 geht hervor, dass Apenschoß zu dieser Zeit Teil der Honschaft Paffrath im bergischen Amt Porz war.
Unter der französischen Verwaltung zwischen 1806 und 1813 wurde das Amt Porz aufgelöst und Apenschoß wurde politisch der Mairie Gladbach im Kanton Bensberg zugeordnet. 1816 wandelten die Preußen die Mairie zur Bürgermeisterei Gladbach im Kreis Mülheim am Rhein. Mit der Rheinischen Städteordnung wurde Gladbach 1856 Stadt, die dann 1863 den Zusatz Bergisch bekam.
Der Ort ist auf der Topographischen Aufnahme der Rheinlande von 1824 ohne Namen und auf der Preußischen Uraufnahme von 1840 als Affenschoss verzeichnet. Auf der Preußischen Neuaufnahme von 1892 ist er ebenfalls namentlich verzeichnet, danach wird die Ortslage auf späteren Messtischblättern nicht mehr mit dem Namen verzeichnet.
Aufgrund des Köln-Gesetzes wurde die Stadt Bensberg mit Wirkung zum 1. Januar 1975 mit Bergisch Gladbach zur Stadt Bergisch Gladbach zusammengeschlossen. Dabei wurde auch das Gebiet von Apenschoß Teil von Bergisch Gladbach.
| Jahr | Einwohner | Wohn- gebäude | Kategorie    |
| ---- | --------- | ------------- | ------------ |
| 1822 | 8         |               | Hofstelle    |
| 1830 | 9         |               | Hofstelle    |
| 1845 | 6         | 1             | Ackergütchen |
| 1871 | 5         | 1             | Hofstelle    |
| 1885 | 7         | 1             | Wohnplatz    |

In späteren amtlichen Statistiken ist Apenschoß nicht mehr namentlich aufgeführt.